# Laódice III
Laódice foi uma filha de Mitrídates II do Ponto, que se casou com Antíoco III Magno.
O nome de sua mãe é desconhecido. Mitrídates II era filho de Ariobarzanes, e tornou-se rei ainda menor, quando seu pai morreu. Mitrídates se casou com uma filha de Antíoco II Teos e Laódice, filha de Aqueu.
Quando Antíoco III Magno estava pronto para invadir a Celessíria, ele foi para Selêucia, próxima do Eufrates e Diognetus, almirante da Capadócia do Ponto, trouxe a noiva virgem, filha de Mitrídates II do Ponto. Mitrídates clamava descendência de um dos sete persas que haviam matado o Magus, e cuja família havia preservado o reino do Ponto dado a eles por Dario. Antíoco celebrou as núpcias com toda a pompa,  em seguida, levou a esposa para Antioquia, proclamando-a rainha.
Antíoco III Magno era filho de Seleuco II Calínico, outro filho de Antíoco II Teos e Laódice.
Um filho de Antíoco III Magno nasceu   quando ele estava em campanha contra os rebeldes de Molon. Segundo William Smith, os nove filhos de Antíoco III são filhos de Laódice.